# Юпер (село)
Вижте пояснителната страница за други значения на Юпер.
Юпѐр е село в Североизточна България, област Разград, община Кубрат.

## География
Селото се намира в най-северната част на Област Разград в близост до река Дунав. През землището на Юпер преминават Републикански път II-21 и Републикански път III-2102. Юпер отстои на 23 км от общинския център Кубрат, на 40 км от дунавското пристанище Русе, на 60 км от областния център Разград, на 103 км от столицата на Румъния Букурещ, на 187 км от черноморското пристанище Варна и на 346 км от столицата на България София.
От Русе до селото се стига през градовете Мартен и Сливо поле и селата Борисово и Черешово.

## История

### Название
Според устната традиция селото е преместено на днешното си място през XIX век, след като черкези от близкото Божурово разграбват и опожаряват първото село, построено в близост до днешния водоем Джебрище. Битуват две теории за произхода на названието на селището. Не се отличават с научно-историческа обосновка, а повече с фолклорно-битова характеристика. Според първата, селото е възникнало на мястото на временен походен лагер на отряда на кръстоносеца д'Юбер. Втората теория се основава на специфичния релефен профил на района. Според нея името на селото означава „целувка“ или мястото, в което два съседни хълма се допират, целуват (на турски език: öper - целувка).

### Средновековие
През 1962 в землището на селото, на висок хълмист терен в местността Вехтите лозя на 2 км южно от селото, е разкрит славянски некропол. Според Живка Въжарова в некрополът са разкрити 74 гроба с 83 урнови (без похлупак) и 3 безурнови погребения чрез трупоизгаряне, разположени в редици или гнезда. Не са проведени трайни укрепителни и благоустроителни мероприятия, поради което точното място на археологическата находка днес е забравено, но все още в литература то се счита като едно от станалите еталонни за археологията на ранното средновековие селища в Североизточна България.

### Османски период
На 18 април 1702 г. през селото преминава при оттеглянето си антуража на английския посланик в Османската империя и медиатор на Карловицкия договор барон Уилям Пейджет (1637 – 1713). За това свидетелства английския духовник Едмънд Чишъл, който описва местността като гориста и отстояща на ден път от река Дунав.

### Ново време
Името на село Юпер се споменява в периодичната преса през 1897 г. във връзка с разпространение на филоксера по лозите.
След 1916 г. в селото се заселват 22 семейства на емигранти от окупираната от Кралство Румъния Южна Добруджа. През 1928 г. съществува проект за оземляването им с 900 декара фондова земя.
През 1930 г. селото е посетено от Дора Габе, с чието участие е организиран протестен митинг срещу Ньойския договор. През същата година селото е посетено и от Константин Томов, ръководител на земеделската десница БЗНС Оранжев, който говори пред събиране от 200 души. През 1938 г. в селото функционира местно просветно-благотворително дружество „Добруджа".
В края на Втората световна война през селото преминават отряди на Червената армия и се снабдяват със стопански стоки от селото.
Местният ТКЗС е основан на 26 август 1945 и е сред най-старите и най-големите в региона. През 1970-те Юпер става център на селищна система от няколко околни села.

#### Местни организации
Във фондовете на Териториалния държавен архив в Разград се съхраняват дела и документи на следните организации в селото:
- Обединено трудово-кооперативно земеделско стопанство „Север“ – 1955 – 1975 г.
- Трудово-кооперативно земеделско стопанство “Молотов" – 1945 – 1959 и 1987 – 1996
- Селски общински народен съвет – 1944 – 2001
- Потребителна кооперация „Надежда“ – 1929 – 1993
- Народно основно училище „Св. Климент“ – 1945 – 1999
- Общински комитет на Отечествения фронт – 1947 – 1987
- Трудово-производителна кооперация „Свобода“ – 1964 – 1967
- Клоново стопанство – 1976 – 1978
- Народно читалище „Напредък“ – 1963 – 1994
- Общински съвет на Българските професионални съюзи – 1979 – 1987
- Аграрно-промишлен комплекс „Север“ – 1979 – 1988

- Митинг за образуване на ТКЗС в Юпер, 1945
- Основоположници на ТКЗС, 1945
- 30 години ТКЗС Юпер

## Демография
Мнозинството от жителите на селото са етнически българи от етнографската група на т.нар. „хърцои“; по-малката общност са цигани. Диалектът на българите принадлежи към мизийските говори. Ромите са двуезични – майчиният им език е ромски, същевременно отлично знаят и местния мизийски български говор.

## Религии
Всички юперчани са православни християни и се черкуват в селския храм „Свети Архангел Михаил“. Храмът е основан през 1881 и днес извършва периодични служби само на големи религиозни празници.

## Обществени институции
Училището „Св. Климент“ навърши 140 години през 2012 г.

## Забележителности
Юперската кория (Мешетата, Косера) е бивша църковна гора, днес защитена местност в землището на селото.
От обредните традиции е популярен самобитният местен обичай буенек (Лазаруване). Фолклорна група от селото е представяла местните музикални традиции на форуми от национално и международно ниво.
Естествен културен и организационен център е Народно читалище „Напредък“, основано през 1915 г. Това средище разполага с кинозала и изключително богата библиотека с разнообразна българска и преводна литература.
- Изглед от селото
- Църква „Св. Архангел Михаил“
- Читалище „Напредък“
- Войнишки паметник
- Цер в Мешетата

## Редовни събития
- Сред най-редовните събития в селото е селският събор, който се състои всяка година на 27 септември.
- Конни надбягвания на Тодоровден – нередовно, но атрактивно събитие с местно значение.

## Кухня
Без специфични кулинарни традиции, юперчани се гордеят с вкусни тестени изделия (гьозлеми) и добро вино.

## Личности
- Антон Иванов (р.1877) – роден в селото, учил в Земеделското училище в Табор, Австро-Унгария през 1907 г.[17]
- Пенко Ганев – кмет на Разград (1990), депутат в XXXVII народно събрание.
- Михаил Михайлов – участъков лекар в периода 1947 – 1950 г.
- Иван Маринов Крушков – участъков лекар, впоследствие професор по фармакология, съавтор на Фармакотерапевтичен справочник.